# Schoenlandella nigricollis
Schoenlandella nigricollis är en stekelart som beskrevs av Cameron 1905. Schoenlandella nigricollis ingår i släktet Schoenlandella och familjen bracksteklar. Inga underarter finns listade i Catalogue of Life.